# Aleochara sparsa
Aleochara sparsa är en skalbaggsart som beskrevs av Oswald Heer 1839. Aleochara sparsa ingår i släktet Aleochara, och familjen kortvingar. Arten är reproducerande i Sverige.